# Einstein (film)
Einstein – dwuczęściowy włoski film telewizyjny z 2008 roku w reżyserii Liliany Cavani. Zdjęcia kręcono w Barcelonie, Belgradzie, New Jersey (Princeton), Turynie i Trieście.
Wbrew mogącemu to sugerować tytułowi, film nie jest stricte biograficznym filmem o życiu wielkiego uczonego. Jego autorzy skupili się na wątku jego pierwszego małżeństwa z Milevą Marić i z tej perspektywy ukazali jego życie i karierę jako wielkiego uczonego, lecz jednocześnie nieodpowiedzialnego i niewiernego męża. 

## Obsada aktorska
- Vincenzo Amato – Albert Einstein
- Maya Sansa – Mileva Marić
- Piotr Adamczyk – Kurt Kluge
- Flavio Parenti – Eduard Einstein
- Giorgio Basile – profesor
- Sonia Bergamasco – Elsa Lowenthal
- Luigi Diberti – Hermann Einstein
- Andréa Ferréol – Pauline Kock
- Lea Gramsdorff – Helen Dukas
- Giorgio Lupano – Marcel Grossmann
- Emiliano Coltorti – Hans Albert

i inni. 

## O filmie
Włoska produkcja Liliany Cavanii była kolejną, filmową opowieścią po mniej lub bardziej udanych, i niemal zawsze komediowych, obrazach dotyczących życia wielkiego uczonego (Z przymrużeniem oka, I. Q., Młody Einstein, Panowie, zabiłem Einsteina). 
Po swojej prapremierze na festiwalu filmowym w Alessandrii w październiku 2008, krytycy uznali film za opowieść o prywatnym życiu Einsteina przedstawioną z kobiecego punktu widzenia. Podkreślali jednak wartość historyczną filmu, ukazaną za pomocą faktów z życia wielkiego uczonego. 
Chwalono aktorstwo, zwłaszcza Vincenzo Amato. Tuż po premierze, telewizja RAI sprzedała prawa do emisji filmu kilkudziesięciu uczelniom wyższym w USA jako materiał edukacyjny.